# Nadav Guedj

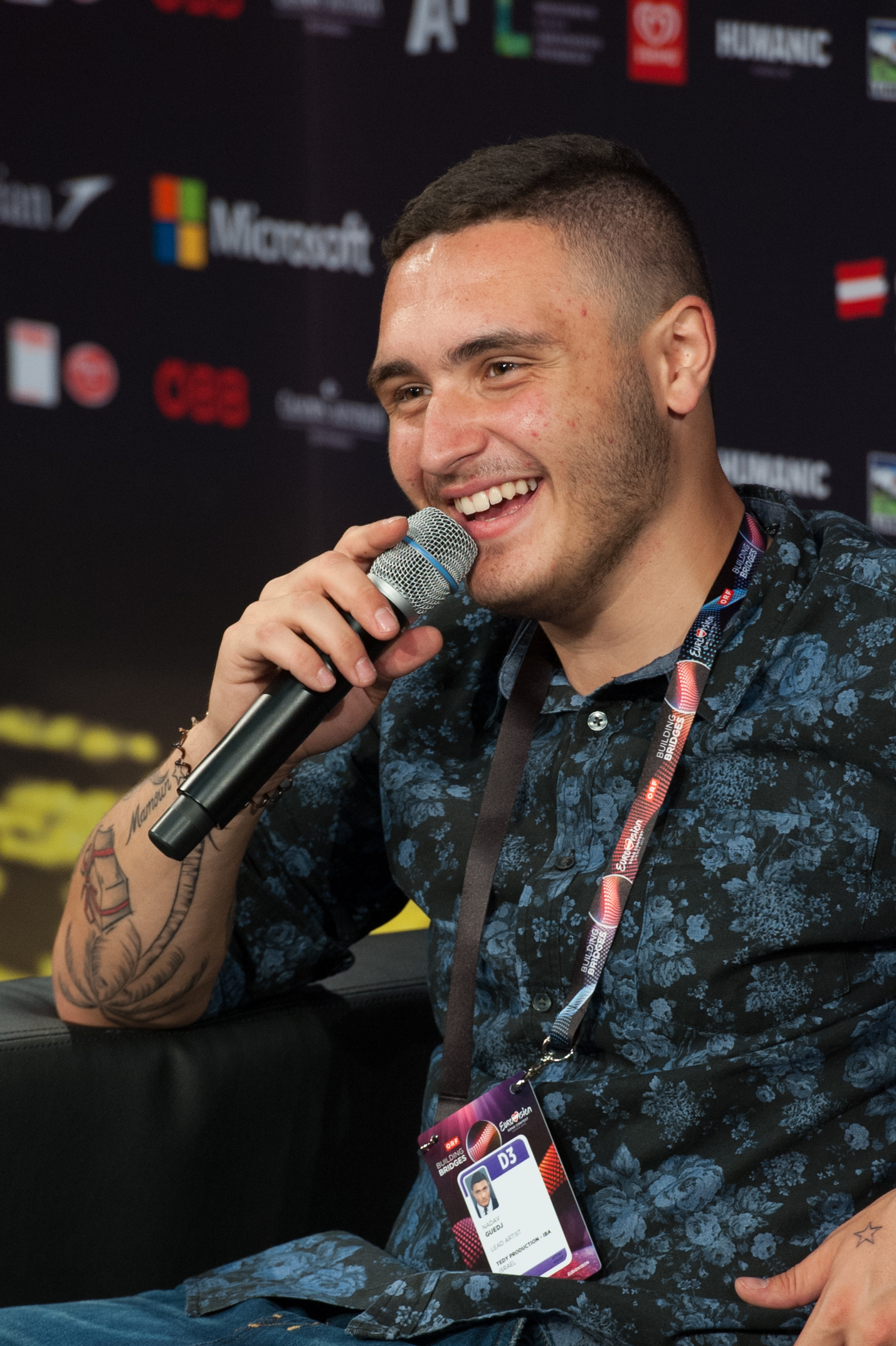
Nadav Guedj maj 2015

Nadav Guedj (hebreiska: נדב גדג), född 2 november 1998 i Paris, uppväxt i Netanya, är en israelisk sångare som representerade Israel i Eurovision Song Contest 2015 med bidraget "Golden Boy" i tävlingens andra semifinal. I finalen den 23 maj 2015 slutade Guedj på en niondeplats med 97 poäng.

## Diskografi
- 2015 - Golden Boy (Israels bidrag i Eurovision Song Contest 2015)